# 酒々井町立大室台小学校
酒々井町立大室台小学校（しすいちょうりつおおむろだいしょうがっこう）は、千葉県印旛郡酒々井町尾上にある公立小学校である。

## 沿革
- 1982年（昭和57年）に、酒々井町立酒々井小学校から分離し、酒々井町立大室台小学校と称して開校した。

- 1983年（昭和58年）校章制定

- 1984年（昭和59年）校旗と校歌を制定

## 特色
異学年交流の遊びの時間である「大室タイム」という時間が、月に1〜2回設けられている。